# 永佑庙 (北京南苑)
永佑庙，位于北京市大兴区旧宫镇东南，是一座道教宫观。

## 简介
永佑庙，又称仁佑庙，是过去南苑内的庙宇之一。《日下旧闻考》卷七十四《国朝苑囿南苑一》记载：
永佑庙，山门三楹，大殿三楹，后宇九楹。（《南苑册》）臣等谨按：永佑庙在德寿寺东南二里许。康熈十七年建。大殿曰延真殿，中奉天仙碧霞元君，御题联曰：“漫教胜鬘霏花雨，应有那伽卫法筵。”东西配殿东曰协佑殿，西曰弘育殿。后宇联曰：“花宫具见严而妙，别室还饶清且嘉。”皆御书。
乾隆二十三年御制永佑庙诗：永佑于何创，仁皇祝太任。经翻花落昼，寺古树连阴。雨足滋忍草，春深多语禽。欲寻少年迹，无处觅三心。

臣等谨按：永佑庙御制诗，恭载首见之篇，余不备录。